# Milán-Turín 2017
La 98.ª edición de la clásica ciclista Milán-Turín se celebró en Italia el 5 de octubre de 2017 sobre un recorrido de 186 km con inicio en la ciudad de Milán y final en la ciudad de Turín. 
La carrera hizo parte del UCI Europe Tour 2017, dentro de la categoría 1.HC.
La carrera fue ganada por el corredor colombiano Rigoberto Urán del equipo Cannondale-Drapac, en segundo lugar Adam Yates (Orica-Scott) y en tercer lugar Fabio Aru (Astana).

## Recorrido
La Milán-Turín dispuso de un recorrido total de 186 kilómetros con un circuito iniciando desde San Giuliano Milanese en la provincia de Milán hasta finalizar en el centro de Turín.

## Equipos participantes
Tomaron parte en la carrera 19 equipos: 7 de categoría UCI ProTeam; 7 de categoría Profesional Continental; 8 de categoría Continental. Formando así un pelotón de 152 ciclistas de los que acabaron 103. Los equipos participantes fueron:
| WorldTeams (14)- AG2R La Mondiale - Astana - Bahrain-Merida - Cannondale-Drapac - FDJ - Movistar Team - Orica-Scott - Quick-Step Floors - Katusha-Alpecin - Lotto NL-Jumbo - Sky - Team Sunweb - Trek-Segafredo - UAE Team Emirates Equipos continentales profesionales (5)- Androni Giocattoli - Bardiani CSF - Cofidis, Solutions Crédits - Nippo-Vini Fantini - Wilier Triestina-Selle Italia |
| |

## Clasificación final
- Las clasificaciones finalizaron de la siguiente forma:[4]

| \| Clasificación general \| Clasificación general \| Clasificación general \| Clasificación general \| Clasificación general \| \| Ciclista \| Ciclista \| Equipo \| Tiempo \| \| \| --------------------- \| ---------------------- \| ----------------------------- \| --------------------- \| --------------------- \| \| 1.º \| Rigoberto Urán \| Cannondale-Drapac \| 4 h 24 min 51 s \| \| \| 2.º \| Adam Yates \| Orica-Scott \| + 10 s \| \| \| 3.º \| Fabio Aru \| Astana \| + 20 s \| \| \| 4.º \| Nairo Quintana \| Movistar Team \| + 28 s \| \| \| 5.º \| David Gaudu \| FDJ \| + 31 s \| \| \| 6.º \| Wout Poels \| Team Sky \| + 31 s \| \| \| 7.º \| Daniel Felipe Martínez \| Wilier Triestina-Selle Italia \| + 33 s \| \| \| 8.º \| Thibaut Pinot \| FDJ \| + 35 s \| \| \| 9.º \| Pierre Latour \| AG2R La Mondiale \| + 43 s \| \| \| 10.º \| Peter Stetina \| Trek-Segafredo \| + 53 s \| \| \| 11.º \| Daniel Martin \| Quick-Step Floors \| + 56 s \| \| \| 12.º \| Rein Taaramäe \| Katusha-Alpecin \| + 57 s \| \| \| 13.º \| Giovanni Visconti \| Bahrain-Merida \| + 1 min 05 s \| \| \| 14.º \| Mikaël Cherel \| AG2R La Mondiale \| + 1 min 05 s \| \| \| 15.º \| Pello Bilbao \| Astana \| + 1 min 11 s \| \| \| 16.º \| Egan Bernal \| Androni-Sidermec-Bottecchia \| + 1 min 17 s \| \| \| 17.º \| Hubert Dupont \| AG2R La Mondiale \| + 1 min 25 s \| \| \| 18.º \| Cristián Rodríguez \| Wilier Triestina-Selle Italia \| + 1 min 32 s \| \| \| 19.º \| Chris Hamilton \| Team Sunweb \| + 1 min 39 s \| \| \| 20.º \| Steven Kruijswijk \| LottoNL-Jumbo \| + 1 min 40 s \| \| |                        |                               |                 |
| |                        |                               |                 |
| Fuente: ProCyclingStats |                        |                               |                 |
| Clasificación general |                        |                               |                 |
| Ciclista | Ciclista               | Equipo                        | Tiempo          |
| 1.º | Rigoberto Urán         | Cannondale-Drapac             | 4 h 24 min 51 s |
| 2.º | Adam Yates             | Orica-Scott                   | + 10 s          |
| 3.º | Fabio Aru              | Astana                        | + 20 s          |
| 4.º | Nairo Quintana         | Movistar Team                 | + 28 s          |
| 5.º | David Gaudu            | FDJ                           | + 31 s          |
| 6.º | Wout Poels             | Team Sky                      | + 31 s          |
| 7.º | Daniel Felipe Martínez | Wilier Triestina-Selle Italia | + 33 s          |
| 8.º | Thibaut Pinot          | FDJ                           | + 35 s          |
| 9.º | Pierre Latour          | AG2R La Mondiale              | + 43 s          |
| 10.º | Peter Stetina          | Trek-Segafredo                | + 53 s          |
| 11.º | Daniel Martin          | Quick-Step Floors             | + 56 s          |
| 12.º | Rein Taaramäe          | Katusha-Alpecin               | + 57 s          |
| 13.º | Giovanni Visconti      | Bahrain-Merida                | + 1 min 05 s    |
| 14.º | Mikaël Cherel          | AG2R La Mondiale              | + 1 min 05 s    |
| 15.º | Pello Bilbao           | Astana                        | + 1 min 11 s    |
| 16.º | Egan Bernal            | Androni-Sidermec-Bottecchia   | + 1 min 17 s    |
| 17.º | Hubert Dupont          | AG2R La Mondiale              | + 1 min 25 s    |
| 18.º | Cristián Rodríguez     | Wilier Triestina-Selle Italia | + 1 min 32 s    |
| 19.º | Chris Hamilton         | Team Sunweb                   | + 1 min 39 s    |
| 20.º | Steven Kruijswijk      | LottoNL-Jumbo                 | + 1 min 40 s    |

## UCI World Ranking
La Milán-Turín otorga puntos para el UCI Europe Tour 2017 y el UCI World Ranking, este último para corredores de los equipos en las categorías UCI ProTeam, Profesional Continental y Equipos Continentales. Las siguientes tablas son el baremo de puntuación y los corredores que obtuvieron puntos:
| Posición              | 1.ª | 2.ª | 3.ª | 4.ª | 5.ª | 6.ª | 7.ª | 8.ª | 9.ª | 10.ª |
| Clasificación general | 200 | 150 | 125 | 100 | 85  | 70  | 60  | 50  | 40  | 35   |

| 1.º  | Rigoberto Urán         | Cannondale-Drapac   | 200 |
| 2.º  | Adam Yates             | Orica-Scott         | 150 |
| 3.º  | Fabio Aru              | Astana              | 125 |
| 4.º  | Nairo Quintana         | Movistar            | 100 |
| 5.º  | David Gaudu            | FDJ                 | 85  |
| 6.º  | Wout Poels             | Sky                 | 70  |
| 7.º  | Daniel Felipe Martínez | Wilier Selle Italia | 60  |
| 8.º  | Thibaut Pinot          | FDJ                 | 50  |
| 9.º  | Pierre Latour          | Ag2r La Mondiale    | 40  |
| 10.º | Peter Stetina          | Trek-Segafredo      | 35  |